# Liste von Bergwerken im Landkreis St. Wendel

Kommunen im Landkreis St. Wendel.

Die Liste von Bergwerken im Landkreis St. Wendel führt die Gruben, Bergwerke, Stollen und andere unter das Bergrecht fallende Betriebspunkte im Landkreis St. Wendel, Saarland auf.

## Geschichte
Der Bergbau im Saarland existierte bereits in keltischer Zeit und ist seit 1429 urkundlich nachgewiesen. Überwiegend wurde Steinkohle abgebaut. Mit der einsetzenden Industrialisierung Deutschlands ab 1850 sorgte die stark gestiegene Nachfrage nach Kohle für eine enorme Ausdehnung des Bergbaus an der Saar. Im Juni 2012 endete der Kohlebergbau im Saarland mit der Schließung des Bergwerks Saar. Die Kalksteingrube Auersmacher wird seit 2017 nur noch im Standby vorgehalten.

## Liste
| Name                   | Gemeinde/Stadt                | Bemerkungen | Teufe (m) | Beginn             | Ende               | RAG-Nr. / Quelle | Lage | Bild |
| ---------------------- | ----------------------------- | --- | --------- | ------------------ | ------------------ | ---------------- | ---- | ---- |
| Auguste                |                               | Neuer Stollen; Kohle; Stollen steht zur Hälfte unter Wasser                                                                                    |           | 1880               | 1903               | [ 1 ]            | Lage |      |
| Auguste                |                               | Tagesstrecke Karl, auch genannt: Tagesstrecke Carl; Kohle; 1996 wurde das gemauerte Steinportal aufwendig freigelegt, 2010 wurde er eingeebnet |           | 1825               | 1880               | SM 20009         | Lage |      |
| Haus Sachsen           |                               | Adolfstollen; Kohle; Kunststoffrohr zum Erhalt der natürlichen Bewetterung                                                                     |           | 1868               | 1873               | [ 2 ]            | Lage |      |
| Haus Sachsen           |                               | Alter Wetterschacht; Kohle | 30        | 1833 (oder später) | 1949 (oder früher) | S 20246          | Lage |      |
| Haus Sachsen           |                               | Obere Tagesstrecke; Kohle; 1863 stillgelegt, 1947 wieder in Betrieb genommen, natürliche Bewetterung deutlich spürbar                          |           | 1852               | 1948               | [ 2 ]            | Lage |      |
| Haus Sachsen           |                               | Tagesstrecke Heinrich; Kohle |           | 1840               | 1868               | [ 2 ]            | Lage |      |
| Luisengrube Urexweiler |                               | Stollen Urexweiler; Kohle |           | 1816 (oder später) | 1895 (oder früher) | [ 2 ]            | Lage |      |
| Luisengrube Urexweiler |                               | Wetterschacht; Kohle; Wetterschacht auf einen Grubenstollen. Sackloch sichtbar.                                                                | 5         | > 1816             | 1895 (oder früher) | S 20242          | Lage |      |
| Walhausen              |                               | Kupfer, Blei | 32        | <1454              | 1792               | [ 3 ]            |      |      |
| Grube Korb             | Eisen (Nohfelden), St. Wendel | Betreiber Feldhaus Schwerspatgrube GmbH; Eisenerz, Mangan, Schwerspat                                                                          | 120       | 1912               | 1989               | [ 4 ]            | Lage |      |